# Мор (массив)
Маврские горы (фр. Massif des Maures, окс. Massís dei Mauras) — горный массив на крайнем юго-востоке Франции, на территории департамента Вар. Расположен вдоль средиземноморского побережья (Лазурный берег), между Йером и Фрежюсом с центром в городке Рокбрюн-сюр-Аржанс.

## Геология и география
Маурские горы представляют собой три горных хребта, протянувшихся по убыванию высот с северо-северо-востока на юго-запад в направлении Средиземного моря. Наивысшая точка — гора Сигналь-де-ла-Советт (780 м) в западной части северного хребта, неподалёку от Коллобриера. В центральном хребте наибольшая высота — 648 метров у бывшего картезианского монастыря Шартрёз-де-ла-Верн. У третьей, южной гряды самая высокая гора достигает 528 м у городка Кавалер-сюр-Мер.
В геологическом отношении к Маурскому массиву относятся также полуострова Сен-Тропе и Гиен, Йерские острова, находящиеся восточнее Тулона мыс Сисье и Таннеронские горы на северо-востоке. Несмотря на свою близость к Приморским Альпам, Маурские горы не являются их частью, а являются скрытым продолжением Апулийского плато, геологически связанными с островом Корсика.
Район Маурского массива является одним из наиболее известных туристических целей южной Франции. Здесь находятся такие посещаемые места, как Сен-Тропез, Сен-Максим, Коллобриер, Ле-Лаванду, Ла-Моль, Гримо, Гасен, Раматюэль и др.